# Xermaménil
Xermaménil – miejscowość i gmina we Francji, w regionie Grand Est, w departamencie Meurthe i Mozela.
Według danych na rok 1990 gminę zamieszkiwało 410 osób, a gęstość zaludnienia wynosiła 38 osób/km² (wśród 2335 gmin Lotaryngii Xermaménil plasuje się na 655. miejscu pod względem liczby ludności, natomiast pod względem powierzchni na miejscu 551.).